# Complexul Vătafu - Lunghuleț
Complexul Vătafu - Lunguleț este o arie protejată de interes național ce corespunde categoriei a I-a IUCN (rezervație naturală strictă de tip avifaunistic), situată în județul Tulcea pe teritoriul administrativ al orașului Sulina.

## Localizare
Aria naturală se află în partea central-estică a județului Tulcea (în nord-estul Deltei Dunării), în sudul Brațului Sulina, aproape de gura de vărsare în Marea Neagră a acestuia, pe teritoriul sud-vestic al orașului Sulina.

## Descriere
Complexul lacustru „Vătafu - Lunguleț” ce acoperă o suprafață de 1.625 ha. a fost declarat arie protejată prin Legea Nr.5 din 6 martie 2000, publicată în Monitorul Oficial al României, Nr.152 din 12 aprilie 2000 (privind aprobarea Planului de amenajare a teritoriului național - Secțiunea a III-a - zone protejate) și este inclus în Parcul Național Delta Dunării (rezervație a biosferei), parc național aflat pe lista patrimoniului mondial al UNESCO.

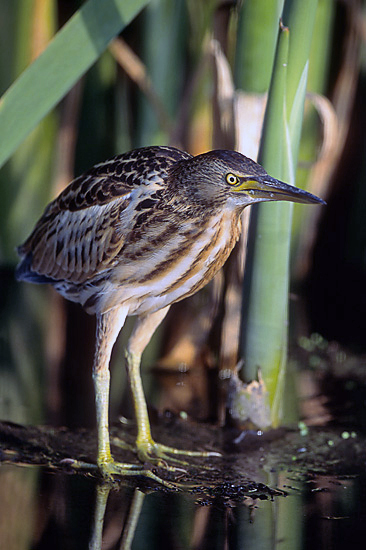
Stârc pitic (Ixobrychus minutus)

Aria naturală reprezintă o zonă nisipoasă (grinduri, dune de nisip, lacuri cu plauri plutitori, lacuri salmastre, pajiști halofile, japșe - depresiuni de mică adâncime inundate în timpul revărsărilor) în complexul lacustru Roșu-Puiu, ce cuprinde bazine acvatice naturale (Lacul Iacoib, Lacul Porcu, Lacul Porculeț, Lacul Lunguleț), aflat în apropierea Mării Negre. 
Rezervația adăpostește și asigură condiții de cuibărit și hrană pentru mai multe specii de păsări migratoare, de pasaj sau sedentare, dintre care: stârc pitic (Ixobrychus minutus), cormoran mic (Phalacrocorax pygmeus), stârc cenușiu (Ardea cinerea), stârc roșu (Ardea purpurea), stârc galben (Ardeola ralloides) sau egretă (Egretta garzetta). 
Pentru ihtiofaună, arealul lacurile aflate pe teritoriul ariei protejate constituie un loc prielnic pentru hrană și reproducere a speciilor de caracudă (Carassius carassius) și lin (Tinca tinca).